# Margarethenhöhe (Möhra)
Der Hügel Margarethenhöhe ist eine markante Erhebung an der nordwestlichen Flurgrenze von Möhra mit den Nachbarorten Kupfersuhl und Ettenhausen an der Suhl im Wartburgkreis und bildet den Nordrand des Moorgrundes.

## Geschichte
Der Name erinnert an eine hier befindliche mittelalterliche Kapelle der Heiligen Margarethe aus vorreformatorischer Zeit. In ihrer Nähe lag der Richtplatz der angrenzenden Orte (Flurname: Schnappgalgen). Seit dem 15. Jahrhundert blühte der Bergbau im Gebiet um Kupfersuhl und Möhra. Ein Teil des geförderten Erzes wurde am Nordhang der Margarethenhöhe an einer dort befindlichen Schmelzhütte an der Suhl mit Pochwerk und Kupferhammer verhüttet. Im Hanggelände finden sich noch bläulichschwarze Schlackereste aus dieser Zeit, die noch bis ins 18. Jahrhundert andauerte.  
Über die Margarethenhöhe führt heute die Landesstraße L 1023 von Marksuhl nach Waldfisch. Der westliche Hang in Richtung Oberrohn wird Lindig genannt.